# Arturo Accio
Arturo Accio (Guadalajara, 27 de octubre de 1975) es un escritor, activista literario y consejero editorial mexicano.

## Biografía
Realizó estudios de arte en la Universidad de Guadalajara (UDG).
Ha publicado diversos libros que abarcan géneros como poesía, relato corto, novela beat, horror y ciencia ficción, entre los cuales se destacan: Poesías negras (2000), Bisturí (2005), Vagabundo de la oscuridad (2006), Mutilaciones espirituales (2007) e Insomnes de la penumbra (2013).
Parte de su poesía ha sido publicada en diversas antologías y medios tanto digitales como impresos.

## Publicaciones seleccionadas

### Antologías
- Accio, Arturo; Álvarez, Cosme; Cerón, Rocío; Conde, Rosina; Faesler, Carla; G. Ledezm, Ivonne; Manz Alaniz, Juan; Medina, Dante; Medina, Rubén; Pantoja, Jocelyn; Past, Ámbar; Peart Cuevas, Alejandra; Pimienta, Omar; Souza Jauffred, Jorge; Vega Zaragoza, Guillermo; Villeda, Karen; Yépez, Heriberto (2009). 21 balas: antología de poesía mexicana actual. Ciudad de México: Ediciones del Ermitaño (Minimalia Clásica). ISBN 9786077640332.

### Libros
- Accio, Arturo (2000). Poesías negras. Buenos Aires, Argentina: Libros en red (Poesía). ISBN 9789871022434.
- Accio, Arturo (2003). Poesías muertas. Tlaquepaque, Jalisco: Eugénesis. ISBN 9709390101 |isbn= incorrecto (ayuda).
- Accio, Arturo (2005). Bisturí. Tlaquepaque, Jalisco: Eugénesis.
- Accio, Arturo (2006). Vagabundo de la oscuridad : antología. México, D. F.: Eugénesis. ISBN 9709758284.
- Accio, Arturo (2007). Mutilaciones espirituales. Tlaquepaque, Jalisco: Eugénesis. ISBN 9789709758849.
- Accio, Arturo (2013). Insomnes de la penumbra. México: Novorum. ISBN 9788490151303.